# Youri Baas
Youri Baas (Oostvoorne, 17 maart 2003) is een Nederlands voetballer die bij voorkeur als verdediger speelt. Hij komt uit voor Ajax.

## Clubcarrière

### Ajax
Baas speelde in de jeugd van OVV, Excelsior en AFC Ajax. Hij debuteerde in het betaald voetbal voor Jong Ajax in de Eerste divisie op 11 december 2020, in de met 2-2 gelijkgespeelde uitwedstrijd tegen De Graafschap. Hij kwam in de 86'ste minuut in het veld voor Naci Ünüvar.
In de eerste helft van het seizoen 2021/22 kreeg hij - als hij niet geblesseerd was - speeltijd in alle wedstrijden voor Jong Ajax, met uitzondering van de weekenden waarin hij in de selectie van het eerste team was opgenomen. Op 28 augustus 2022 maakte Baas zijn Eredivisiedebuut voor Ajax, als invaller in de uitwedstrijd tegen FC Utrecht. Op 7 september volgde zijn debuut in de Champions League, als invaller in de met 4-0 gewonnen thuiswedstrijd tegen Glasgow Rangers. Begin januari 2023 werd hij definitief onderdeel van de A-selectie. Op 2 april van dat jaar stond hij voor het eerst in de basisopstelling. Hij kwam tot tien wedstrijden in zijn eerste jaar bij Ajax. 

### Verhuur aan N.E.C.
In het seizoen 2023/24 werd hij voor één seizoen verhuurd aan N.E.C., waar hij met Calvin Verdonk zou strijden om de opvolging van Souffian El Karouani, die transfervrij naar FC Utrecht was vertrokken. Hij ging voetballen met rugnummer 5. Hij maakte op 13 augustus tegen SBV Excelsior (3-4 nederlaag) zijn debuut voor de club en scoorde op aangeven van collega-back Bart van Rooij meteen zijn eerste goal voor de club. 
Hij oogde in het begin van het seizoen echter ook defensief onzeker. Verdonk kreeg daarom de voorkeur boven Baas, terwijl Baas veelal inviel als linksbuiten in plaats van als linksback. Op 11 november startte hij als linksbuiten tegen FC Twente en was hij met een doelpunt belangrijk in een 3-3 gelijkspel. Op 14 januari was hij met een assist belangrijk in een 2-2 gelijkspel met Feyenoord, maar daarna miste hij door een blessure een aantal wedstrijden. Op 21 april stond Baas in de basis tijdens de bekerfinale tegen Feyenoord, die met 0-1 verloren ging. Na 30 wedstrijden en drie doelpunten keerde Baas terug bij Ajax.

### Terugkeer bij Ajax
Terug bij Ajax voor seizoen 2024/25 testte nieuwe trainer Francesco Farioli Baas uit op de voor hem nieuwe positie van centrale verdediger. Hij kreeg op deze positie de voorkeur boven Ahmetcan Kaplan en Daniele Rugani, en vormde de centrale verdediging samen met Josip Šutalo. Hiermee was zijn doorbraak in het eerste elftal een feit.

## Statistieken

### Beloften
| Seizoen         | Club            | Competitie      | Competitie | Competitie |
| Seizoen         | Club            | Competitie      | Wed.       | Dlp.       |
| --------------- | --------------- | --------------- | ---------- | ---------- |
| 2020/21         | Jong Ajax       | Eerste divisie  | 17         | 0          |
| 2021/22         | Jong Ajax       | Eerste divisie  | 23         | 1          |
| 2022/23         | Jong Ajax       | Eerste divisie  | 10         | 1          |
| Beloften totaal | Beloften totaal | Beloften totaal | 50         | 2          |

Bijgewerkt op 30 juni 2023. 

### Senioren
| Seizoen         | Club            | Competitie      | Competitie | Competitie | Beker | Beker | Overig | Overig | Totaal | Totaal |
| Seizoen         | Club            | Competitie      | Wed.       | Dlp.       | Wed.  | Dlp.  | Wed.   | Dlp.   | Wed.   | Dlp.   |
| --------------- | --------------- | --------------- | ---------- | ---------- | ----- | ----- | ------ | ------ | ------ | ------ |
| 2021/22         | Ajax            | Eredivisie      | 0          | 0          | 0     | 0     | 0      | 0      | 0      | 0      |
| 2022/23         | Ajax            | Eredivisie      | 6          | 0          | 1     | 0     | 3      | 0      | 10     | 0      |
| 2023/24         | → N.E.C.        | Eredivisie      | 27         | 3          | 2     | 0     | 1      | 0      | 30     | 3      |
| 2024/25         | Ajax            | Eredivisie      | 22         | 1          | 1     | 0     | 15     | 0      | 38     | 1      |
| Senioren totaal | Senioren totaal | Senioren totaal | 55         | 4          | 4     | 0     | 19     | 0      | 78     | 4      |
| Totaal          | Totaal          | Totaal          | 105        | 6          | 4     | 0     | 19     | 0      | 128    | 6      |

Bijgewerkt t/m 17 maart 2025.

## Interlandcarrière
Baas speelde in bijna alle nationale teams van Nederland onder 15 tot en met 21. Op 17 maart 2025 werd hij door bondscoach Ronald Koeman voor het eerst bij de selectie van het Nederlands elftal gehaald voor de kwartfinale van de Nations League tegen Spanje, als vervanger voor de geblesseerd afgehaakte Denzel Dumfries.